# Salomon Biber

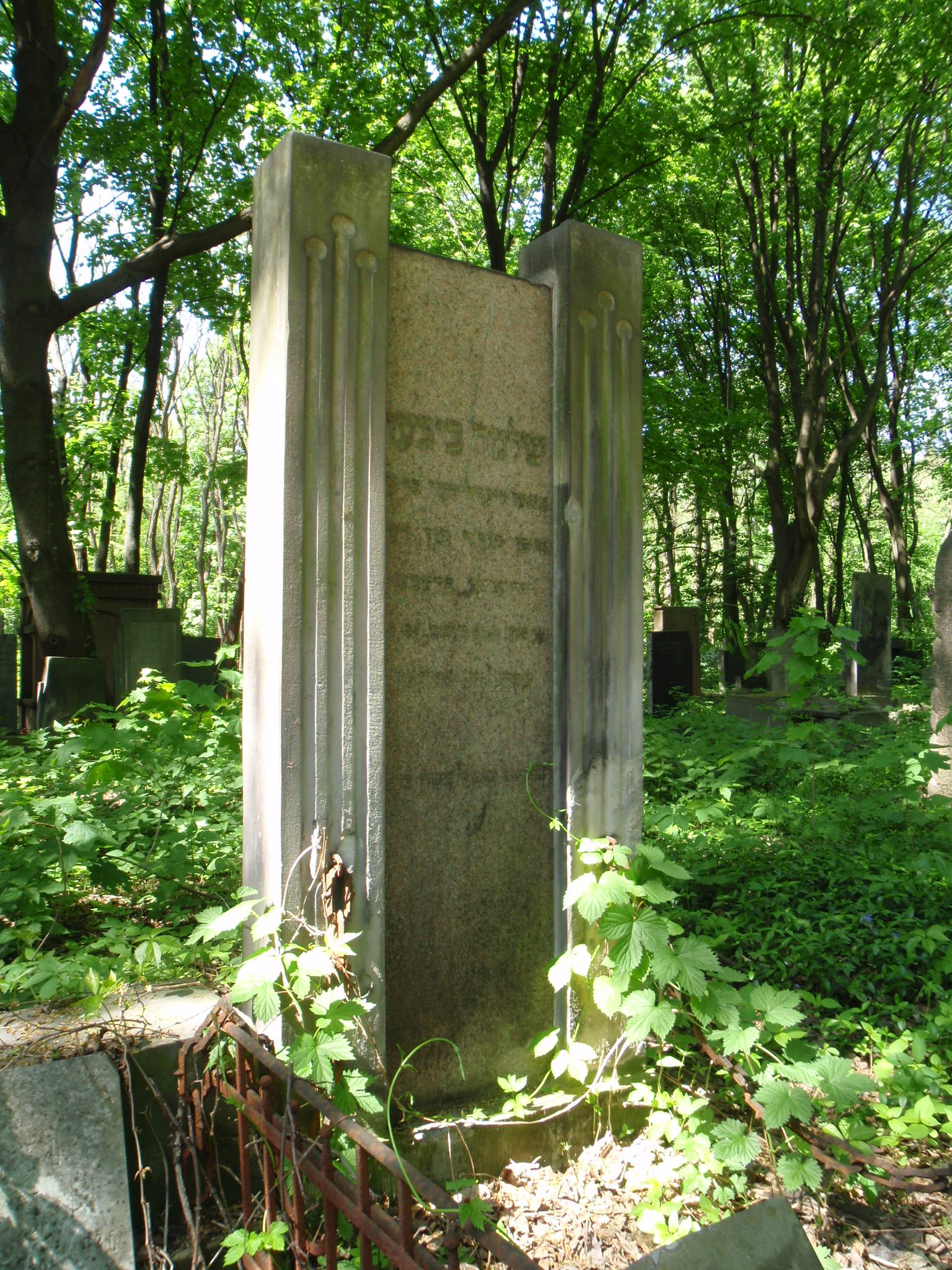
Grób Salomona Bibera na cmentarzu żydowskim w Warszawie

Salomon (Szlomo) Biber (ur. 23 września 1875 w Ostrowie na Wołyniu, zm. 15 października 1931 w Warszawie) – polski dziennikarz i pisarz żydowskiego pochodzenia, tworzący w języku jidysz.

## Życiorys
Pochodził z rodziny kupieckiej. Uczył się w rosyjskim progimnazjum, a następnie w szkole górniczej. Później pracował w kopalni w Zagłębiu Donieckim (był sztygarem). W 1894 zamieszkał w Warszawie. Tam zatrudnił się jako korespondent prasowy. Pisał do gazet żydowskich i żydowsko-rosyjskich. W tym czasie wykrystalizowały się u niego lewicowe, socjalistyczne poglądy. W wyniku tego rozpoczął współpracę z nielegalnym periodykiem Arbeter (jid. Robotnik), związanym z Polską Partią Socjalistyczną. Później publikował także w żydowskich dziennikach Der Weg i Der Telegraf.
W 1908 związał się ze środowiskiem fołkistowskim, wchodząc w skład redakcji czasopism Unzer Leben, Der Frajnd oraz Der Moment. Nieco później znalazł się w Radzie Naczelnej fołkistowskiej Żydowskiej Partii Ludowej. Publikował w jej organie prasowym Dos Fołk.
Pochowany jest na cmentarzu żydowskim przy ulicy Okopowej w Warszawie (kwatera 31, rząd 2).

## Twórczość
Salomon Biber publikował przede wszystkim artykuły publicystyczne w języku jidysz, ale zajmował się także pisaniem powieści w odcinkach, takich jak:
- In szturm fun łebn (W burzy życia),
- In szturm (W burzy),
- Der Zakładnik (Zakładnik),
- Der amerikaner feter (Amerykański wujek),
- Rasputin
- Der bekers tochter (Córka piekarza),
- Di polsker kdojszim (Polscy męczennicy),
- Ojf di churwes fun carzim (Na ruinach caratu).

Jego autorstwa były także rozprawy historyczne w odcinkach, publikowane w żydowskich gazetach. Jednym z jego ulubionych tematów były rzezie Żydów z okresu powstania Chmielnickiego. Napisał m.in.:
- Gzejres tach we-tat (Rzezie roku 5048/5049),
- Sztadłones ba-Jidn (Pośrednictwo u Żydów),
- Reb Rafael Hamburger.

Biber był również autorem kilku pozycji książkowych:
- Der Bejlis-proces (Proces Beilisa, 1914, stenograficzny zapis procesu Menachema Bejlisa),
- Di kijewer geajmnisn (Kijowskie tajemnice, 1914, powieść na temat powyższego procesu),
- Ferszwundene tipn fun judiszn Warsze (Przemijające typy żydowskiej Warszawy, 1924, pamiętniki)[2].